# Humán 5-ös kromoszóma
- Az 5-ös kromoszóma egy a 24-féle humán kromoszóma közül. Egyike a 22 autoszómának.

## Az 5-ös kromoszóma jellegzetességei
- Bázispárok száma: 180 857 866
- Gének száma: 970
- Ismert funkciójú gének száma: 834
- Pszeudogének száma: 434
- SNP-k (single nucleotide polymorphism = egyszerű nukleotid polimorfizmus) száma: 522 234

## Az 5-ös kromoszómához kapcsolódó betegségek
Az O.M.I.M rövidítés az Online Mendelian Inheritance in Man, azaz Online mendeli öröklődés emberben oldalt jelöli, ahol további információ található az adott betegségről, génről.

| Patológia                                   | Öröklődés | O.M.I.M | Lokusz    | Gén             | A gén által kódolt fehérje |
| ------------------------------------------- | --------- | ------- | --------- | --------------- | -------------------------- |
| Atelosteogenezis II típus                   |           |         |           |                 |                            |
| Nanisme diastrophique                       |           |         |           |                 |                            |
| Akondrogenezis IB típus                     |           |         |           |                 |                            |
| Dysplasie épiphysaire multiple              |           |         |           |                 |                            |
| Cri du chat-szindróma                       |           |         |           |                 |                            |
| Sotos-szindróma                             |           |         |           |                 |                            |
| Charcot-Marie-Tooth betegség 4C típus       |           |         | q32       | SH3TC2          |                            |
| Hirschsprung betegség                       |           |         | p13.1-p12 | GDNF            |                            |
| Dystrophie musculaire des ceintures Type 1A | Domináns  | 159000  | q31       |                 | Myolitin                   |
| Dystrophie musculaire des ceintures Type 2F | Recesszív | 601287  | q33       | SGCD            |                            |
| Surdité non syndromique                     | Domináns  |         |           |                 |                            |
| Fallot tetralógia                           |           | 187500  | q34       | CSX OMIM 600584 |                            |
|                                             |           |         |           |                 |                            |
|                                             |           |         |           |                 |                            |
|                                             |           |         |           |                 |                            |
|                                             |           |         |           |                 |                            |
|                                             |           |         |           |                 |                            |

## Lásd még
- Kromoszóma
- Genetikai betegség
- Genetikai betegségek listája
- Genetika